# Ingrid Sundberg
Ingrid Maria Sundberg, coniugata Nilsson (Stoccolma, 25 ottobre 1948), è un'ex sciatrice alpina svedese.

## Biografia
Specialista delle prove tecniche sorella di Karin e Kerstin, a loro volta sciatrici alpine, Ingrid Sundberg debuttò in campo internazionale in occasione del Critérium de la première neige 1966, il 15 dicembre a Val-d'Isère in slalom speciale (15ª), e in quella stessa stagione 1967-1968 partecipò alla sua unica gara in  Coppa del Mondo, lo slalom speciale disputato il 1º febbraio 1967 a Monte Bondone (14ª); l'anno dopo ai X Giochi olimpici invernali di Grenoble 1968, sua unica presenza olimpica e iridata nonché congedo agonistico internazionale, si classificò 35ª nello slalom gigante e 21ª nello slalom speciale.

## Palmarès

### Campionati svedesi
- 2 ori (slalom speciale nel 1966; slalom gigante nel 1968)[4]